# 큰머리거북

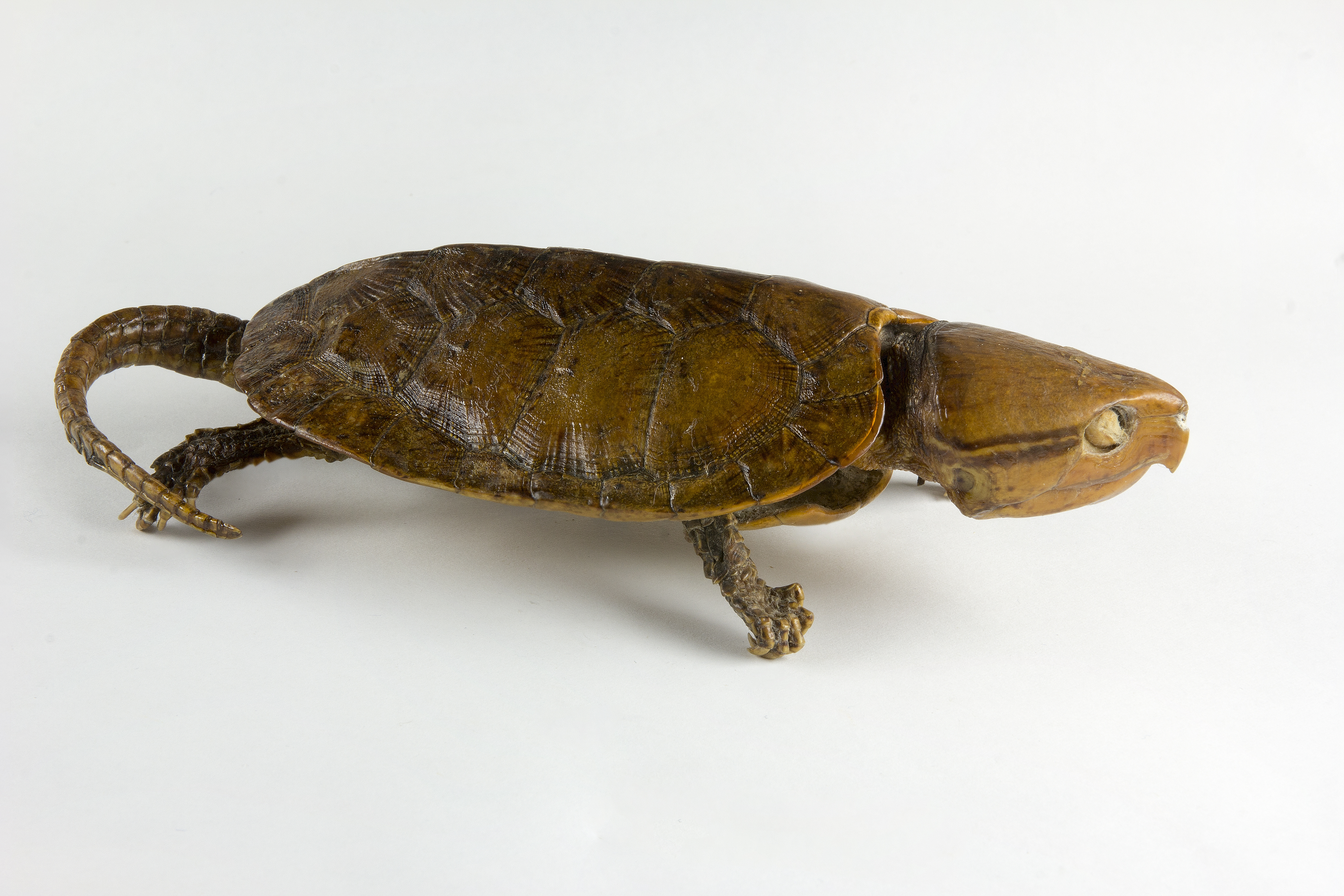
Platysternon megacephalum

큰머리거북(Platysternon megacephalum)은 거북목 큰머리거북과(Platysternidae)에 속하는 파충류의 일종이다. 유일속 큰머리거북속(Platysternon)의 유일종이다. 동남아시아와 중국 남부에서 발견된다.

## 아종
- P. m. megacephalum - 중국, 1831[1]
- P. m. peguense - 미얀마 및 태국, 1870[1]
- P. m. shiui - 캄보디아, 라오스 및 베트남, 1987[1]

그리고 2종의 아종 P. m. tristernalis (1984), P. m. vogeli (1969)도 유효한 것으로 추정된다.